# Halvvägsholmen
Halvvägsholmen, finska: Puolimatkansaari, är en ö i Finland. Den ligger i Finska viken och i kommunen Helsingfors i den ekonomiska regionen  Helsingfors i landskapet Nyland, i den södra delen av landet. Ön ligger nära Helsingfors.
Öns area är 0,6 hektar och dess största längd är 140 meter i nord-sydlig riktning.